# Fiat Coupé
Fiat Coupé – samochód sportowy klasy kompaktowej produkowany przez włoską markę FIAT w latach 1993 – 2000. 

## Historia i opis modelu

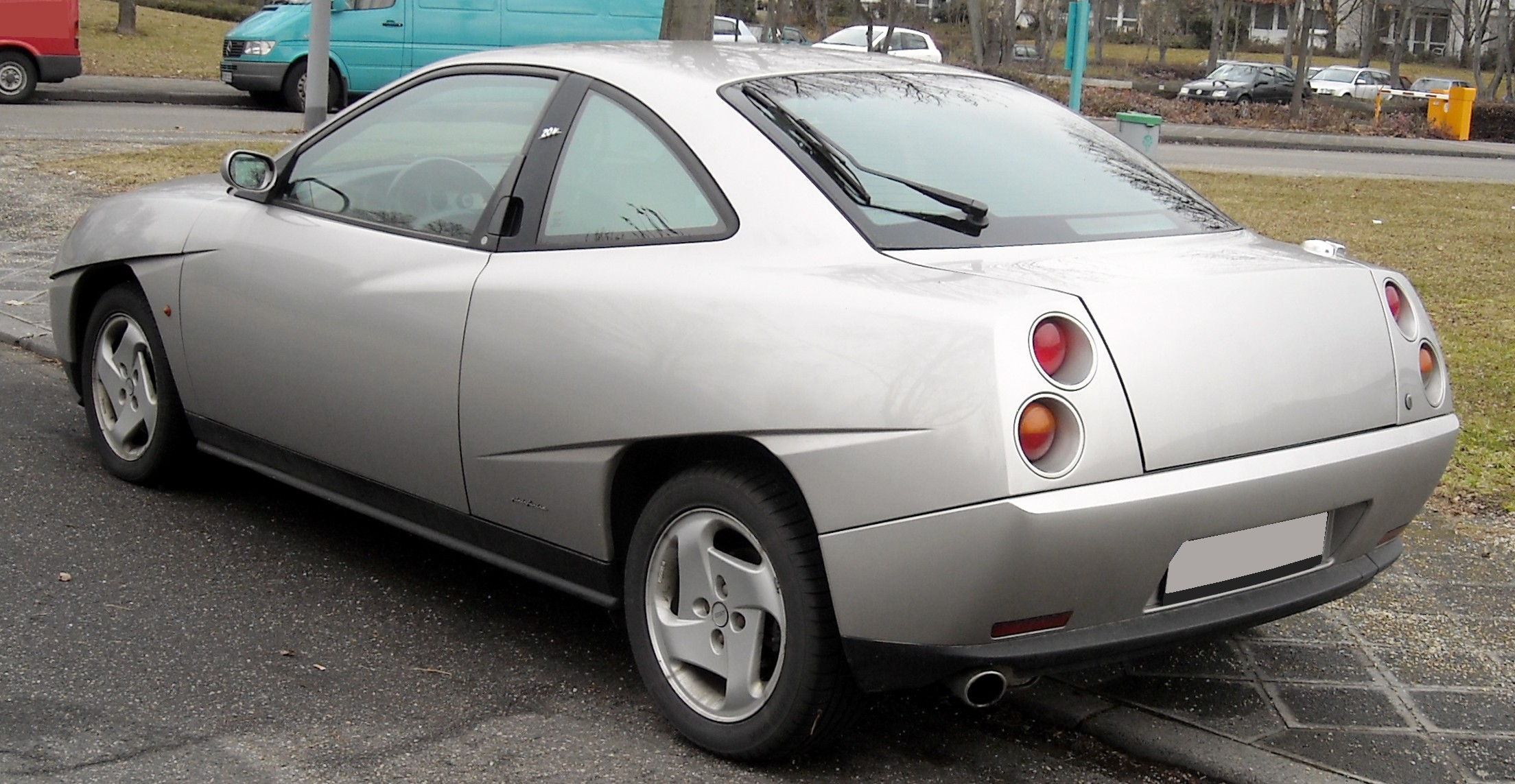
Fiat Coupé - tył

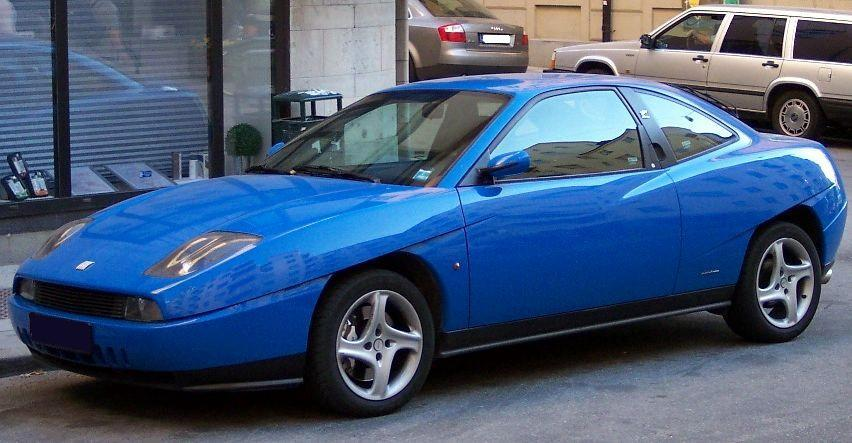
Fiat Coupe 20V Turbo

Na przełomie lat 80. i 90. XX wieku Fiat postanowił zaoferować w gamie produkcyjnej atrakcyjnie stylizowane czteromiejscowe coupé (ostatnim modelem z takim nadwoziem był Fiat 128 3p z lat 70.). Na projekt nadwozia ogłoszono konkurs, w którym zwyciężył projekt zatrudnionego w 1989 roku w Centro Stile Fiata Chrisa Bangle’a (odrzucono m.in. projekt Pininfariny, leżący u podstaw późniejszego Peugeota 406 coupe). Pininfarinie jednak zlecono opracowanie wnętrza samochodu i jego produkcję. Samochód oparto na płycie podłogowej używanej w samochodach koncernu Fiata: Fiat Tipo, Alfa Romeo 155 i Lancia Delta. Fiat Coupé oficjalnie wszedł na rynek w lutym 1994 roku, choć pierwszą partię 130 egzemplarzy złożono już w końcu 1993 roku. Oferowany był początkowo z czterocylindrowym, szesnastozaworowym, dwulitrowym silnikiem benzynowym o mocy maksymalnej 139 KM w wersji podstawowej i 190 KM w wersji turbo. Oba silniki to jednostki znane jako „FIAT DOHC”, wywodzące się z konstrukcji Aurelio Lamprediego. Jednostka wyposażona w doładowanie była używana także w rajdowej Lancii Delta Integrale. W 1994 roku we Włoszech cena samochodu wynosiła 41.700.000 lirów.
W 1996 roku zaczęto zastępować silniki 2,0 16v i 2,0 16v Turbo nowymi jednostkami. Wersja wolnossąca została zastąpiona jednostką 1,8 16v generującą dzięki systemowi zmiennych faz rozrządu moc 131 KM (z Fiata Barchetty). Do oferty wprowadzono dwie jednostki pięciocylindrowe, wolnossącą o mocy 147 KM i doładowaną o mocy 220 KM. Wersja 20v Turbo przejęła rolę najmocniejszej odmiany Fiata Coupe. W 1996 roku przeprowadzono też drobny facelifting modelu. Wnętrze otrzymało nową konsolę środkową oraz inną tapicerkę drzwi. Na liście wyposażenia pojawiła się poduszka powietrzna dla pasażera i automatyczna klimatyzacja. Wersje 20v Turbo były również wyposażone w wydajniejsze hamulce przedniej osi (czterotłoczkowe zaciski Brembo i tarcze hamulcowe o średnicy 305 mm).
16- i 20-zaworowe wersje turbo posiadały  dyferencjał Viscodrive, który za zadanie miał wyeliminować podsterowność dręczącą samochody z przednim napędem.  Było to wielotarczowe sprzęgło cierne osadzone na prawej półosi. Dodatkowo, Coupé posiadało całkowicie niezależne zawieszenie. 
W 1998 roku wersja 20v doczekała się poprawek. Zastosowano inną przepustnicę oraz system zmiennej geometrii układu dolotowego (VIS). Moc silnika wzrosła do 154 KM. 
W 1998 roku na rynek weszła też limitowana wersja 20v Turbo (LE) z innym bodykitem, rozrusznikiem uruchamianym za pomocą przycisku, sześciostopniową manualną skrzynią biegów, rozpórką zawieszenia oraz fotelami Recaro. Każdy samochód z tej edycji specjalnej (LE) posiadał tabliczkę z indywidualnym numerem egzemplarza umiejscowioną na lusterku wstecznym. Początkowo Fiat planował wyprodukować tylko 300 egzemplarzy edycji limitowanej, jednakże ostatecznie doszło do produkcji 1200 egzemplarzy, co spowodowało spadek wartości tychże samochodów.
Później Fiat zaoferował wersję 2.0 Turbo Plus, który niemal niczym nie różnił się od wersji LE, poza drobnymi zmianami w wystroju wnętrza i brakiem unikalnego numeru na lusterku.
W 2000 roku Fiat zmodernizował wersję Turbo dodając nowe fotele, progi i alufelgi. W sierpniu 2000 roku oficjalnie zakończono produkcję Fiata Coupé, wyprodukowano łącznie 72 762 egzemplarze.

### Silniki
| Wersja             | Silnik:                          | Układ zasilania:   | Średnica × skok tłoka: | St. sprężania:     | Moc maksymalna:                    | Maks. moment obrotowy      | 0-100 km/h:        | V-max:             |
| Silniki benzynowe: | Silniki benzynowe:               | Silniki benzynowe: | Silniki benzynowe:     | Silniki benzynowe: | Silniki benzynowe:                 | Silniki benzynowe:         | Silniki benzynowe: | Silniki benzynowe: |
| ------------------ | -------------------------------- | ------------------ | ---------------------- | ------------------ | ---------------------------------- | -------------------------- | ------------------ | ------------------ |
| 1.8 16V            | R4 1,8 l (1747 cm³), DOHC        | wtrysk             | 82,00 mm × 82,70 mm    | 10,3:1             | 131 KM (96 kW) przy 6300 obr./min  | 164 N•m przy 4300 obr./min | 9,2 s              | 205 km/h           |
| 2.0 16V            | R4 2,0 l (1995 cm³), DOHC        | wtrysk             | 84,00 mm × 90,00 mm    | 10,5:1             | 139 KM (102 kW) przy 6000 obr./min | 180 N•m przy 4500 obr./min | 9,2 s              | 208 km/h           |
| 2.0 16V Turbo      | R4 2,0 l (1995 cm³), DOHC, Turbo | wtrysk             | 84,00 mm × 90,00 mm    | 8,0:1              | 190 KM (140 kW) przy 5500 obr./min | 295 N•m przy 3400 obr./min | 7,5 s              | 225 km/h           |
| 2.0 20V            | R5 2,0 l (1998 cm³), DOHC        | wtrysk             | 82,00 mm × 75,65 mm    | 10,0:1             | 147 KM (108 kW) przy 6100 obr./min | 186 N•m przy 4500 obr./min | 8,9 s              | 212 km/h           |
| 2.0 20V VIS        | R5 2,0 l (1998 cm³), DOHC        | wtrysk             | 82,00 mm × 75,65 mm    | 10,0:1             | 154 KM (113 kW) przy 6700 obr./min | 188 N•m przy 3750 obr./min | 8,4 s              | 215 km/h           |
| 2.0 20V Turbo      | R5 2,0 l (1998 cm³), DOHC, Turbo | wtrysk             | 82,00 mm × 75,65 mm    | 8,5:1              | 220 KM (162 kW) przy 5750 obr./min | 310 N•m przy 2500 obr./min | 6,5 s              | 250 km/h           |